# Казачанская сельская территория
Казачанская сельская территория - административно-территориальная единица Старооскольского городского округа, включающий в себя 6 сёл: Казачок, Голофеевка, Ивановка, Приосколье, Николаевка, Шмарное.

## История
Известно, что в 1892 году Казачанская сельская территория была частью Казачанской волости Старооскольского уезда. 30 июля 1928 года из Казачанской волости были выведены Волоконовский, Завалищенский, Орликовский, Комаревцевский, Славянский сельсоветы, которые вошли в состав новообразованного Чернянского района.
В начале Великой Отечественной войны территория Казачанского сельского поселения оказалась перевалочным пунктом на пути эвакуации людей и государственного имущества. Через станцию Голофеевка шли эшелоны с войсками, техникой и боеприпасами. Из-за скопления в окрестностях масс эвакуированных и воинских частей в Казачке и соседних селах появился и распространялся сыпной тиф. Однако вовремя принятые меры (санпропускники, в Голофеевской больнице был построен заразный барак — на 30 коек) предотвратили дальнейшее распространение инфекции. С июля 1942 г. по февраль 1943 г. территория поселения находилась в зоне оккупации. 22 января 116-я отдельная танковая бригада, под командованием полковника А. Ю. Новакова, овладела станцией Голофеевка, перерезав коммуникации врага. В течение 5 дней танкисты при поддержке 6, 8-й отдельных лыжных бригад и 1-го батальона 81-го гвардейского стрелкового полка 25-й дивизии вели бои на удержание Голофеевки и продвигались вперед к Старому Осколу.
С 2004 до 2007 года на этой сельской территории существовало самостоятельное муниципальное образование Казачанское сельское поселение.

## Географические данные
| Общая площадь        | 9204 га.   |
| -------------------- | ---------- |
| Сельхозугодья        | 5510,6 га. |
| Пашня                | 4807,8 га. |
| Сенокосы, пастбища   | 104,3 га.  |
| Леса и лесополосы    | 30,3 га.   |
| Реки, пруды, водоемы | 93 га.     |
| Протяженность дорог  | 40,45 км.  |

## Население
На территории поселения проживает 1694 человека.

## Границы сельской территории
Граница упразднённого в 2007 году Казачанского сельского поселения  проходила по границе упразднённого Долгополянского сельского поселения и далее вдоль северной границы села Голофеевка, по землям Старооскольского лесхоза до полотна железной дороги Старый Оскол — Валуйки, огибала с севера урочище Голофеевская сосна, затем шла в юго-западном направлении вдоль линий электропередач высокого напряжения до пересечения с автомобильной дорогой Старый Оскол — Чернянка, вдоль которой проходила в восточном направлении до балки Мерешный Лог; с восточной стороны проходила по границе ныне упразднённого Городищенского сельского поселения; с южной и западной сторон проходила по границе упразднённого муниципального образования «Город Старый Оскол и Старооскольский район» и муниципального образования «Чернянский район».

## Достопримечательности
Памятники истории:
Братская могила советских воинов, погибших в боях с фашистскими захватчиками. с. Казачок, 1943 год.
Братская могила 17 красноармейцев 42 дивизии Г. Д. Гая, погибших в годы гражданской войны. с. Казачок, 1919 год.
Братская могила 97 советских воинов, погибших в боях с фашистскими захватчиками. с. Приосколье, 1943 год.
Памятники архитектуры:
Храм Рождества Божией Матери. с. Ивановка, XIX век.
Памятники археологии:
1. Селище I—II вв. в 0,2 км к юго-западу от моста в с. Приосколье.
2. Могильник IY-Y вв. в центре с. Приосколье.
3. Селище жел. век, поздн. бронз. век у северной окраины с. Голофеевка.
4. Пункт древней металлургии жел. век в 0,1 км к западу от насосной станции с. Голофеевка.
5. Селище поздн. бронз, век в 0,2 км к югу от с. Ивановка .
6. Селище ран. жел. век в 0,2 км к юго-западу от церкви в с. Ивановка.
7. Селище жел. век в 0,4 км к северо-западу от церкви с. Ивановка.
8. Селище жел. век в 0,6 км к северо-востоку от с. Ивановка.
9. Пункт древней металлургии жел. век в 1 км к северо-востоку от с. Ивановка.
10. Пункт древней металлургии жел. век в 0,4 км к северу от больницы с. Казачок.
11. Селище жел. век в 0,1 км к юго-западу от больницы с. Казачок.
12. Селище жел. век на правом берегу р. Оскол, возле плотины у с. Казачок.
13. Селище ран. жел. век между селами Ивановка и Приосколье, в 0,2 км к западу от моста чрез р. Оскол